# NGC 1112
NGC 1112 (również IC 1852, PGC 10660 lub UGC 2293) – galaktyka spiralna z poprzeczką (SBc), znajdująca się w gwiazdozbiorze Barana. Odkrył ją Albert Marth 2 grudnia 1863 roku. Identyfikacja obiektu NGC 1112 nie jest pewna, gdyż pozycja podana przez Martha jest niedokładna i nic w niej nie ma.